# Felix Kersten
Eduard Alexander Felix Kersten, född 30 september 1898 i Dorpat i dåvarande Kejsardömet Ryssland, död 16 april 1960 i Hamm i Tyskland, var Heinrich Himmlers massör.

## Biografi
Kersten var av tysk-baltisk släkt från Estland. Då första världskriget bröt ut 1914, befann han sig i Tyskland på agronomutbildning. Han tog då värvning i den tyska armén, deltog vid Dardanellerna och Verdun, och kom i juni 1918 till Finland i samband med finska inbördeskriget. Han blev finsk medborgare och hamnade i den finska armén som han lämnade som fänrik 1922. I samband med en sjukhusvistelse i Helsingfors 1919 började han att praktisera massage och erhöll senare utbildning av Finlands då främste specialist inom området, dr Paul Colander.
Kersten flyttade till Berlin 1922 för fortsatt massageutbildning. Han kom i lära hos en kinesisk-tibetansk lama, dr Ko, som hade Berlins samhällselit som sin kundkrets. 1925 lämnade Ko Tyskland och lät Kersten ta över sin praktik. Kersten kom snart att utvidga sin kundkrets med medlemmar i den holländska kungafamiljen, bland andra Prins Henrik och öppnade en praktik i Haag. I mars 1939 blev han kallad till SS-högkvarteret i Berlin för att behandla Heinrich Himmlers magbesvär. Utan att ha några kända nazistiska sympatier kom han att verka som SS-ledarens personliga massör fram till krigsslutet. Under behandlingarna lyckades han vinna Himmlers förtroende och intervenera för gamla vänner och patienter som hade fängslats, och fick flera personer frigivna eller benådade från dödsstraff, enligt hans egen utsago bland annat förre holländske premiärministern Hendrikus Colijn. Från 1943 kom Kersten även att vistas längre perioder i Sverige, först inbjuden av Svenska Tändsticksaktiebolagets VD Axel Brandin, efter det att Kersten hade engagerat sig för de så kallade Warszawasvenskarna, en grupp svenskar som arbetade i Polen och som fungerade som kurirer mellan den polska motståndsrörelsen och den polska exilregeringen i London. Genom sitt inflytande hos Himmler kunde Kersten rädda svenskarna från avrättning. I andra världskrigets slutskede anordnade Kersten ett möte mellan Himmler och en företrädare för Judiska världskongressen, Norbert Masur. Himmler gick med på att släppa cirka 7 000 kvinnliga fångar från Ravensbrück.
Kersten har beskrivit sin tid som Himmlers massör i boken Samtal med Himmler. Kersten spelade en avgörande roll i att operationen med de vita bussarna kom till stånd i vilken tusentals fångar transporterades från tyska läger till Sverige. Efter kriget blev han mycket upprörd över Folke Bernadottes bok om räddningsinsatsen, där Kersten knappt omnämndes. Själve kung Gustaf V kallade till sig Felix Kersten vid två tillfällen och uppmanade denna att tona ned sin roll vad beträffar räddningsinsatsen. Hans memoarer, vars sanningshalt på många punkter starkt ifrågasatts, bland annat hans uppgift om att han förhindrade en tysk plan att deportera hela det holländska folket österut. Senare forskning har visat att någon sådan deportationsplan aldrig existerade. Kersten avled på sjukhus i Tyskland efter att ha drabbats av en hjärtinfarkt under en bilfärd på tyska Autobahn på väg till Paris där han skulle emottaga Hederslegionen av president Charles de Gaulle.
Holländska regeringsledamöter föreslog under åtta år Felix Kersten som kandidat till Nobels fredspris. Felix Kersten utnämndes till storofficer Oranien-Nassauorden och tilldelades det nederländska Röda Korsets silvermedalj av Prins Bernhard.    
Efter kriget bosatte sig Kersten i Sverige, men först efter att ha utretts av Socialstyrelsen beviljades han år 1953 svenskt medborgarskap. Kersten förvärvade efter kriget en liten egendom i Länna, cirka 15 km söder om Strängnäs. Han är begravd på Länna kyrkogård tillsammans med sin hustru Irmgard (född Neuschäfer) (1909–2004).
Enligt Judiska världskongressen medverkade Kersten till att rädda över 60 000 judiska fångar från nazisternas förintelse- och koncentrationsläger.

## Utmärkelser i urval
- Nederländska Röda korsets hedersutmärkelse
- Kommendör av Sankt Mauritius- och Lazarusorden
- Italienska kronordens riddarkors
- Storofficer av Oranien-Nassauorden
- Schweiziska Röda korsets silvermedalj